# Frank Schätzing
Frank Schätzing (Colonia, 28 maggio 1957) è uno scrittore tedesco, conosciuto per il suo romanzo di fantascienza Il quinto giorno (2004), long seller tradotto in 18 lingue, e il romanzo storico Il diavolo nella cattedrale (1995).

## Biografia
Schätzing ha studiato Scienze della comunicazione ed ha fondato una propria agenzia pubblicitaria, la INTEVI di Colonia. In seguito ha fondato l'etichetta discografica Sounds Fiction.
All'inizio del 1990 è diventato uno scrittore, scrivendo numerose satire e racconti brevi. Il suo primo romanzo, Tod und Teufel (letterale: La morte e il diavolo), pubblicato in Italia col titolo Il diavolo nella cattedrale, è stato pubblicato nel 1995; vincitore nel 2007 del Premio Bancarella.
Nel 2000 pubblica il thriller Lautlos (letterale: Silenziosamente), uscito in italiano come Silenzio assoluto.
Oggi vive a Colonia.
Il successo che lo ha imposto sulla scena internazionale è senza dubbio Il quinto giorno (titolo originale Der Schwarm, letteralmente "Lo sciame"), thriller di fantascienza che si ispira all'ipotesi Gaia, la nozione secondo la quale la natura resiste all'umanità, come ogni creatura vivente resiste a un organismo dannoso.
L'attrice Uma Thurman acquistò i diritti di trasposizione cinematografica del romanzo nel maggio 2006, ma alla fine il progetto non andò in porto.. La serie televisiva tratta dal romanzo, intitolata The Swarm - Il quinto giorno, è stata prodotta nel 2023.
Pubblica il saggio Il mondo d'acqua, frutto delle ricerche sulla biologia marina effettuate dall'autore per la realizzazione del suo romanzo Il quinto giorno. Resosi conto di aver poi utilizzato solo una piccola parte del materiale accumulato e spronato dal suo editore, nella prefazione Schätzing spiega di aver deciso di scrivere Il mondo d'acqua perché tutto il lavoro precedente non andasse sprecato e disperso. Argomento del saggio è l'evoluzione della vita marina attraverso le varie ere, a partire dalla nascita dei primi organismi unicellulari fino ai nostri giorni.
Nell'autunno 2009 pubblica in Germania un nuovo romanzo, Limit, in cui Schätzing affronta, sempre sotto forma di thriller fantascientifico, il problema della crisi energetica mondiale e del conflitto tra Occidente e Cina comunista.

## Opere

### Narrativa

#### Trilogia diJacop der Fuchs
Finora sono usciti i primi due romanzi, ambientati nella Colonia medievale, della serie storico-poliziesca.
- Il diavolo nella cattedrale (Tod und Teufel, 1995), trad. di Emanuela Cervini, Collana Narrativa n.266, Milano, Editrice Nord, novembre 2006. [Premio Bancarella 2007]
- Il tempo degli eroi (Helden, 2024), trad. di Riccardo Bettini, Collana Narrativa, Milano, Editrice Nord, giugno 2025, ISBN 978-88-429-3732-6.

#### Romanzi polizieschi della serieKöln-Krimis
- Mordshunger. Roman, Emons, Köln 1996; Goldmann, München 2006, ISBN 3-442-45924-9.
- Il quarto uomo (Die dunkle Seite, 1997), Collana Narrativa, Milano, Editrice Nord, 2015, ISBN 978-88-429-2653-5.
- Silenzio assoluto (Lautlos, 2000), Collana Narrativa, Milano, Editrice Nord, 2008, ISBN 978-88-429-1544-7.

#### Altri romanzi
- Keine Angst, Köln Kurz-Krimis, Köln, Emons, 1997; Goldmann, München 2007, ISBN 978-3-442-45923-0.
- Il quinto giorno (Der Schwarm, 2004), Collana Narrativa, Milano, Editrice Nord, 2005, ISBN 88-42-913-55-3.
- Limit (2009), Collana Narrativa, Milano, Editrice Nord, 2010, ISBN 978-88-429-1678-9.
- Breaking news (2014), Collana Narrativa, Milano, Editrice Nord, 2014, ISBN 978-88-429-2522-4.
- La tirannia della farfalla (Die Tyrannei des Schmetterlings, 2018), Collana Narrativa, Milano, Editrice Nord, 2018, ISBN 978-88-429-3105-8.

### Saggistica
- Il mondo d'acqua. Alla scoperta della vita attraverso il mare (Nachrichten aus einem unbekannten Universum. Eine Zeitreise durch die Meere, 2006), Milano, Editrice Nord, 2007, ISBN 88-42-914-91-6.
- Nelle nostre mani. Perchè il futuro della Terra dipende da ognuno di noi (Was, wenn wir einfach die Welt retten? Handeln in der Klimakrise, 2021), Milano, Editrice Nord, 2022, ISBN 978-88-429-3412-7.